# هيرمان ديلون
هيرمان ديلون (بالإنجليزية: Herman Dillon)‏ هو سياسي أمريكي، ولد في 15 يونيو 1931، وتوفي في 23 مايو 2014.